# Леннарт Карлесон
Леннарт Аксель Едвард Карлесон (швед. Lennart Axel Edvard Carleson; народ. 18 березня 1928,Стокгольм) — шведський математик, фахівець в області сучасного математичного аналізу і теорії функцій. Професор Упсальского університету, Королівського технологічного інституту (Стокгольм), Каліфорнійського університету (США).
Іноземний член Академії наук СРСР по Відділенню математики з 24 вересня 1982 року (з 1991 року — іноземний член РАН). Нагороджений Великою золотою медаллю імені М. В. Ломоносова (2002). Член Шведської королівської академії наук.
Довів (1966) знамените припущення Лузіна (1915) про збіжності майже всюди ряду Фур'є функцій з {\displaystyle L_{2}}.